# Crime de ódio
Os crimes de ódio (do inglês hate crime), também chamados de crimes motivados pelo preconceito, são crimes cometidos quando o criminoso seleciona intencionalmente a sua vítima em função de esta pertencer a um certo grupo.
As razões mais comuns são o ódio contra a vítima em razão de sua raça, religião, orientação sexual, deficiência física ou mental, etnia ou nacionalidade. Outras razões podem incluir, por exemplo, a idade da vítima, seu sexo (gênero) ou sua identidade de gênero.
Estes crimes passam mensagens ameaçadoras aos demais integrantes do grupo social sobre o risco que estão correndo. A literatura, de uma maneira geral, destaca que os crimes de ódio são formas violentas de relacionamento com as diferenças sociais e culturais e se sustentam numa densa trama cultural de discriminação, rejeição e desprezo, apesar de ser realizada por indivíduos ou grupos de indivíduos.
Portanto, podemos entender que o crime de ódio é, antes de tudo, um crime social e se sustenta nas relações sociais e culturais de rejeição, violência e discriminação. Muitas vezes o crime passional é confundido com o crime de ódio e suas fronteiras são bastante tênues de serem detectadas. Os crimes passionais acontecem em relações de identidades e de identificação, enquanto que os crimes de ódio, em relações de diferença e de “desindentificação”. O ódio é uma de sentimento na qual a razão atua fortemente e é esse componente racional e pragmático, juntamente com a rejeição intensa, que compõem  as principais características desse tipo de crime. Por isso, para alguns autores, a rejeição intensa presente em contextos de desejo sexual explicariam como crimes de ódio aqueles contra identidades gays, lésbicas, bissexuais e trans. Os trabalhos científicos sobre esse tema, em sua grande maioria, partem de estudos vinculados às mortes de indivíduos pertencentes a grupos de identidades sexuais. O movimento LGBT tem se mobilizado para tornar visível essas mortes e qualificá-las como crime específico.

## Formas mais comuns de crimes de ódio
Os crimes de ódio podem assumir diversas formas. O Ministério do Interior da Grã-Bretanha (Home Office) lista as seguintes modalidades de crime de ódio:
- ataques físicos — tais como agressão física, danos à propriedade, grafiti ofensivo, briga de vizinhos ou incêndio criminoso;
- ameaça de ataque — incluindo cartas ofensivas, telefonemas abusivos ou obscenos, grupos perseguindo para intimidar, e reclamações infundadas ou maliciosas;
- insultos e abusos verbais — panfletos e posteres ofensivos, gestos abusivos, abandono de lixo em frente à casa da vítima ou em sua caixa de correios, bullying (humilhação) na escola ou no local de trabalho.

## História
Os crimes de ódio moldaram e influenciaram a História. Seu retrospecto remonta à perseguição dos cristãos pelos romanos, à "solução final" de Adolf Hitler contra os judeus, à limpeza étnica na Bósnia e ao genocídio em Ruanda. Nos Estados Unidos, os exemplos incluem violência e intimidação contra os americanos nativos, o linchamento de negros e o incêndio de cruzes pela Ku Klux Klan, agressões a homossexuais, e a pintura de suásticas em frente a sinagogas. Em 2008, o governo do Equador qualificou oficialmente o assassinato de um equatoriano em.
O conceito surgiu nos anos de 1980, nos Estados Unidos, a partir de um determinado contexto político, quando grande parte das demandas sociais articulavam-se em torno de identidades específicas, como o movimento gay. O crime de ódio torna-se uma forma específica de delito  Ku Klux Kan) e pelos crimes contra homossexuais. Na América Latina o crime de ódio começa a ser considerado a partir do ativismo de grupos políticos durante os anos 1990 e 2000. Foi inicialmente uma ferramenta política, antes de ser uma ferramenta jurídica.

## Estatísticas por tipo de vítima nos EUA

### Em 2005
Segundo dados coletados pelo FBI, no ano de 2005 nos Estados Unidos foram cometidos 8 380 crimes motivados por preconceito contra 8 804 vítimas. Em relação ao tipo de preconceito, temos o seguinte quadro:
- 4 895 pessoas foram vítimas de ódio racial (das quais 3 322 vítimas do ódio antinegro e 975 do ódio antibranco);
- 1 405 foram vítimas de ódio religioso (das quais 977 foram vítimas do antissemitismo e 151 do ódio antiislâmico);
- 1 213 foram vítimas de ódio contra a orientação sexual (das quais 1 162 foram vítimas de algum tipo de homofobia);
- 1 228 foram vítimas de ódio originado na etnia ou origem nacional (das quais 722 referentes ao ódio contra hispânicos);
- 54 foram vítimas de ódio contra deficientes.

No Brasil, não há ainda estatísticas oficiais sobre crimes de ódio. Segundo o Grupo Gay da Bahia, no ano de 2 000 foram assassinados 130 homossexuais no país em função de sua orientação sexual, em comparação a 100 gays que teriam sido mortos nos Estados Unidos no mesmo ano.

### Em 2019
Relativamente a 2019, ainda nos EUA e segundo os dados recolhidos pelo FBI, os crimes de ódio registados ocasionaram 8 812 vítimas, assim conforme:
- 4 930 pessoas foram vítimas de ódio racial ou étnico (das quais 2 391 vítimas do ódio antinegro, 775 do ódio antibranco e 693 por ódio antilatino ou hispânico);
- 1 715 foram vítimas de ódio religioso (das quais 1 032 foram vítimas do antissemitismo e 227 do ódio antimuçulmano);
- 1 429 foram vítimas de ódio contra a orientação sexual (das quais 883 foram vítimas masculinas (gays) e 143 lésbicas);
- 170 foram vítimas de ódio contra deficientes, e 63 de antifeminismo.

## Aspectos psicológicos
Do ponto de vista psicológico, os crimes de ódio podem produzir consequências devastadoras. Um manual elaborado pela Procuradoria-Geral da província de Ontário no Canadá lista as seguintes consequências:
- efeito sobre as pessoas — abalo psicológico e afetivo; repercussão sobre a identidade e a valorização pessoal da vítima; ambos acentuados pelo grau de violência normalmente maior do crime de ódio em relação ao crime comum;
- efeito sobre o grupo visado — terror generalizado no grupo a que pertence a vítima, inspirando o sentimento de vulnerabilidade sobre os demais membros, que poderão ser as próximas vítimas;
- efeito sobre outros grupos vulneráveis — efeito nefasto sobre grupos minoritários ou que se identificam com o grupo visado, sobretudo se o ódio em causa se apoia sobre uma ideologia ou doutrina contrária a diversos grupos;
- efeito sobre o conjunto da coletividade — estimulação da divisão no seio da sociedade, abominação que atinge conceitos como a harmonia e a igualdade de uma sociedade multicultural.

## Legislação sobre crimes de ódio

### Brasil
No Brasil, as leis sobre crimes de ódio dão enfoque ao racismo, à injúria racial e ainda a outros crimes motivados pelo preconceito, tais como os assassinatos praticados por esquadrões da morte ou grupos de extermínio e o crime de genocídio em função de nacionalidade, etnia, raça ou religião. Tanto a morte por esquadrões da morte quanto o genocídio são legalmente classificados como “crimes hediondos”.
Os crimes de racismo e injúria racial, apesar de parecidos, são processados de forma levemente diferente. O artigo 140, § 3.º, do Código Penal, estabelece uma pena de 1 a 3 anos de prisão (“reclusão”), além de multa, para as injúrias motivadas por “elementos referentes a raça, cor, etnia, religião, origem, ou a condição de pessoa idosa ou portadora de deficiência”. Por outro lado, a lei 7716/89 abrange os “crimes resultantes de discriminação ou preconceito de raça, cor, etnia, religião ou procedência nacional”, também com pena de reclusão de 1 a 3 anos, mais multa.
No caso do crime de apologia ao nazismo (artigo 20), cuja pena é agravada para 2 a 5 anos de reclusão, mais multa e destruição do material apreendido.
Além disso, a Constituição Federal brasileira define como “objetivo fundamental da República” (art. 3.º, IV) o de “promover o bem de todos, sem preconceitos de origem, raça, sexo, cor, idade, ou quaisquer outras formas de discriminação”. A expressão "quaisquer outras formas" refere-se a todas as formas de discriminação não mencionadas explicitamente no artigo, tais como a orientação sexual ou a discriminação em razão da profissão, entre outras.
No caso da homofobia, o Projeto de Lei da Câmara (PLC) 122/2006, atualmente em tramitação no Congresso, propõe a criminalização dos preconceitos motivados pela orientação sexual e pela identidade de gênero, equiparando-os aos demais preconceitos já objeto da Lei 7.716/89.
Apesar dos movimentos neonazistas no Brasil serem insignificantes se comparados à neonazismo nos Estados Unidos e Europa, o crescimento de casos de manifestações extremistas e ódio racial, envolvendo separatistas e neonazistas, tem preocupado as autoridades brasileiras.

### Portugal
Em Portugal, os crimes de ódio estão tipificados no artigo 240 (discriminação racial ou religiosa) do novo Código Penal de 2007 (Lei nº 59/2007). Por sua vez, o artigo 132 (homicídio qualificado), inciso II, item "f", considera circunstância agravante do crime de homicídio se este for determinado "por ódio racial, religioso, político ou gerado pela cor, origem étnica ou nacional, pelo sexo ou pela orientação sexual da vítima.

## Delegacia especializada em crimes de ódio
No Brasil, existem algumas iniciativas em relação à criação de Delegacias de Polícia especializadas no combate aos chamados crimes de ódio.
O site Guia de Direitos ressalta a importância da denúncia dos crimes de ódio, além de algumas recomendações: "Ao denunciar um crime resultante de preconceito e discriminação a vítima (ou qualquer outro denunciante) deve assegurar que o caso seja tratado com a devida atenção e que haja a realização de um Boletim de Ocorrência. Em casos de agressão física a vítima não deve trocar de roupa, lavar-se ou limpar os possíveis ferimentos, já que tais atos deslegitimariam as provas da agressão. Nesses casos (agressão física) a realização de um Exame de Corpo de Delito é indispensável. É muito importante procurar ajuda das testemunhas e se assegurar de que estas possam testemunhar o acontecido em futuras lutas judiciais. Quando o crime de ódio acontece através de danos à propriedade, desrespeito a símbolos, roupas típicas e etc, é essencial deixar o local da mesma forma como ele foi encontrado após o crime. Dessa maneira, facilita-se e legitima-se a investigação das autoridades competentes.Toda Delegacia tem o dever de averiguar Crimes de Ódio".
Em 2008, o governo federal anunciou a liberação de recursos para incentivar os estados a criarem delegacias especializadas no combate aos crimes raciais, nos moldes da Delegacia da Mulher. Além do racismo, tais unidades investigarão também os crimes contra integrantes de outras minorias étnicas, como ciganos e judeus, e a intolerância religiosa.
No estado de São Paulo, funciona desde 2006 a Delegacia de Crimes Raciais e Delitos de Intolerância (Decradi), vinculada ao DHPP (Depto. de Homicídios e Proteção à Pessoa). Ela foi criada pelo decreto 50.594, de 22 de março de 2006. Segundo o decreto (art. 4.º), suas atribuições são amplas: "reprimir e analisar os delitos de intolerância" decorrentes de infração originada em "posicionamento intransigente e divergente de pessoa ou grupo em relação a outra pessoa ou grupo, e caracterizados por convicções ideológicas, religiosas, raciais, culturais, étnicas e esportivas, visando a exclusão social."
A delegacia possui um cadastro com cerca de 3000 fotos de integrantes de gangues, entre eles membros de grupos como Ameaça Punk, Vício Punk, Devastação Punk, Phuneral Punk, Carecas do ABC, Carecas do Subúrbio, Front 88, Impacto Hooligan e Brigada Hooligan. Segundo a delegada Margarette Barreto, titular da Decradi, a delegacia também investiga crimes de preconceito contra homossexuais, travestis e profissionais do sexo. Desde sua criação, a Decradi já prendeu algumas pessoas por crimes de intolerância, inclusive membros de grupos neo-nazistas separatistas como o Neuland e o Resistência Ariana.
Nos estados do Rio de Janeiro e Goiás, estão em tramitação projetos de lei visando a criação de uma Decradi no âmbito estadual (projeto de lei 1609/2008 do dep. Átila Nunes no Rio de Janeiro, e projeto de lei do dep. Evandro Magal em Goiás).

## Artigo relacionado
- Escala de Allport